# Den Tseut
Den Tseut is een Belgisch bier van hoge gisting.
Het bier wordt sinds 2008 gebrouwen in Huisbrouwerij Den Tseut te Oosteeklo.
Het is een donkerblond bier met een alcoholpercentage van 6,5%. Dit is het huisbier van de brouwerij.
Den Mulder ·
Den Tseut ·
Den Bi3r ·
Bras ·
Den Krulsteirt ·
Den Drupneuze ·
Belle Cies ·
Hoppesnoet